# Adendorf (Wachtberg)
Adendorf ist einer von 13 Ortsteilen der Gemeinde Wachtberg im Rhein-Sieg-Kreis in Nordrhein-Westfalen. Bis zur kommunalen Neugliederung 1969 war Adendorf eine zum Amt Meckenheim gehörende Gemeinde im damaligen Landkreis Bonn.
Der Ort ist bekannt für seine traditionellen Töpferwaren („Töpferort Adendorf“).

## Geographie

### Geographische Lage
Adendorf liegt in der Voreifel südwestlich von Bonn unmittelbar an der Grenze zu Rheinland-Pfalz.

### Nachbarorte und -gemeinden
Folgende Orte grenzen an Adendorf (sie werden im Uhrzeigersinn, im Norden beginnend, genannt und gehören alle mit Ausnahme von Eckendorf und Gelsdorf, die im Landkreis Ahrweiler in Rheinland-Pfalz liegen, zum nordrhein-westfälischen Rhein-Sieg-Kreis. Dabei gehören die Ortschaften Meckenheim, Merl, Ersdorf und Altendorf zur Stadt Meckenheim): Merl, Villip, Klein Villip, Arzdorf, Fritzdorf, Eckendorf, Gelsdorf, Altendorf, Ersdorf, Meckenheim

## Geschichte
Die Besiedlung geht in vorgeschichtliche Zeit zurück, auf dem Lößfeld zwischen dem heutigen Ort Adendorf und der Burg Münchhausen wurden jungsteinzeitliche Werkzeuge ausgegraben, die auf eine zumindest vorübergehende Siedlung schließen lassen.
Im Gebiet der heutigen Tongrube wurde im 20. Jahrhundert eine römische Villa rustica gefunden, von der heute keine Spuren mehr existieren. Dagegen ist die vorzeitliche Fluchtburg Trotzenburg nordöstlich des Dorfes als Bodendenkmal erhalten.
Aus nachrömischer Zeit ist am Südrand des Dorfes der Hügel einer Motte erhalten, deren Vorburg heute den Schäfereihof bildet. In fränkischer Zeit gehörte in Adendorf der Hof Cumbe, von dem keine Spuren mehr existieren, nach schriftlichen Quellen dem Kloster Prüm. Die erste bekannte Erwähnung der Ortsbezeichnung Adendorf stammt aus dem Jahr 893.
Zwischen 1510 und 1815 gehörte die Burg Adendorf mit den drei Dörfern der Herrschaft Adendorf dem Geschlecht von der Leyen-Adendorf, seit 1526 auch die vormals kurkölnische Zollburg Münchhausen bei Adendorf, die bereits im Prümer Urbar von 893 erwähnt wird. 1669 konnte durch das Haus von der Leyen von den Herren von Jülich auch die Reichsunmittelbarkeit des Adendorfer Dingstuhl eingetauscht werden. Im 17. Jahrhundert wurden durch den Herrn Hugo Ernst von der Leyen Westerwälder Töpfer aus dem Raum Höhr-Grenzhausen zugekauft um die Adendorfer Tonlagerstätten wirtschaftlich zu nutzen.
1815 fiel das Rheinland und damit auch Adendorf an Preußen. Das Dorf wurde Verwaltungssitz der Bürgermeisterei Adendorf im Kreis Rheinbach im Regierungsbezirk Köln der Provinz Jülich-Kleve-Berg, die 1822 mit der Provinz Großherzogtum Niederrhein zur Rheinprovinz zusammengelegt wurde. Die Bürgermeisterei wurde später nach Meckenheim verlegt. Bei der Volkszählung am 1. Dezember 1912 hatte die Gemeinde Adendorf 838 Einwohner.
Bei der Auflösung des Kreises Rheinbach 1932 kam Adendorf zum Landkreis Bonn. Am 1. August 1969 wurde die Gemeinde durch das Gesetz zur kommunalen Neugliederung des Raumes Bonn (Bonn-Gesetz) mit den Gemeinden des Amtes Villip und den Gemeinden Arzdorf und Fritzdorf des Amtes Meckenheim zur neuen Gemeinde Wachtberg zusammengeschlossen, die zusammen mit den übrigen Teilen des gleichzeitig aufgelösten Landkreises Bonn (soweit nicht nach Bonn oder Wesseling eingemeindet) in den Siegkreis eingegliedert wurde, der seitdem Rhein-Sieg-Kreis heißt.

## Kultur und Sehenswürdigkeiten

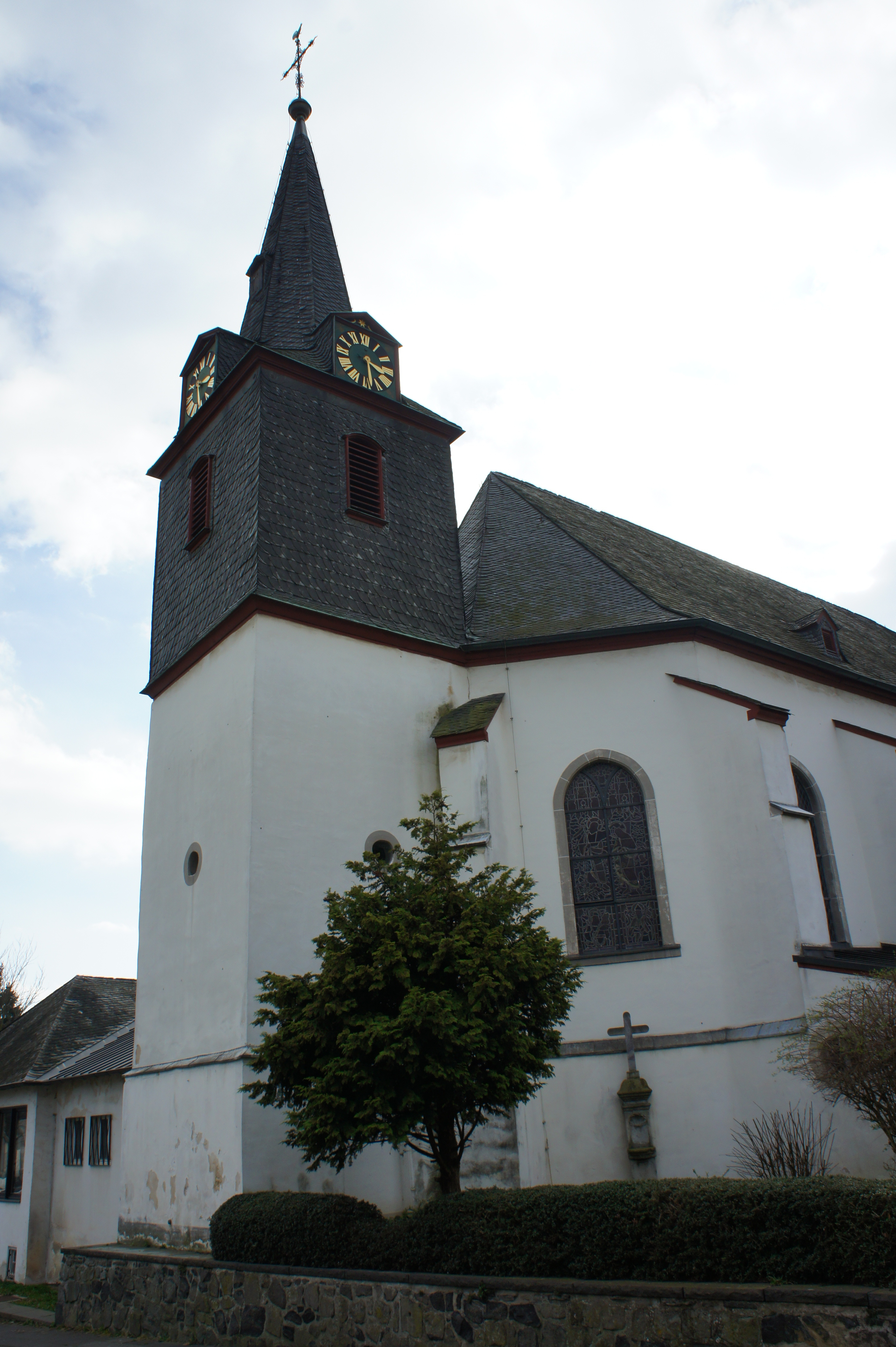
St. Margareta

Die katholische Kirche St. Margareta wurde 1515 errichtet, von 1770 bis 1780 durchgreifend erneuert und um 1900 um zwei Joche nach Westen verlängert. Das Kirchengebäude steht als Baudenkmal unter Denkmalschutz.
In Adendorf befinden sich die Burg Adendorf und die Burg Münchhausen sowie die einzige Textilfabrik im Altkreis Bonn-Land.
Regional bekannt ist auch der Kulturbetrieb Drehwerk 1719.

## Bevölkerungsentwicklung
Im Ortsteil Adendorf (einschließlich Klein-Villip) wohnten (incl. zweite Wohnsitze)
| Jahr | Einwohner |
| ---- | --------- |
| 1961 | 1057      |
| 1969 | 1221      |
| 1979 | 1505      |
| 1989 | 1493      |
| 1999 | 1616      |

| Jahr   | Einwohner |
| ------ | --------- |
| 2002 1 | 1650      |
| 2003 1 | 1650      |
| 2004 1 | 1664      |
| 2005 1 | 1620      |
| 2006 1 | 1649      |

| Jahr   | Einwohner |
| ------ | --------- |
| 2007 1 | 1645      |
| 2008 1 | 1650      |
| 2009 1 | 1611      |
| 2014 2 | 1527      |
| 2018   | 1521      |

## Schule
Adendorf ist Sitz der Gemeinschaftsgrundschule Adendorf (Schule am Wald). In den fünf Klassen werden derzeit 115 Schüler aus den Wachtberger Ortsteilen Adendorf, Arzdorf, Fritzdorf und Klein Villip unterrichtet. Der Verein Betreute Schulen Rhein-Sieg e. V. bietet an der Schule die Betreuung von Kindern im Rahmen einer Offenen Ganztagsschule an.

## Ortsvertretung
Vorsitzender der Ortsvertretung Adendorf: Volker Gütten (CDU), (Stand: 31. März 2021).

## Persönlichkeiten
- Clemens von  Loë (1866–1930), Politiker und Mitglied des Preußischen Abgeordnetenhauses